# Machlotes angustatus
Machlotes angustatus is een keversoort uit de familie knotshoutkevers (Bothrideridae). De wetenschappelijke naam van de soort werd in 1914 gepubliceerd door Antoine Henri Grouvelle.